# Anton Zeilinger
Anton Zeilinger (tiếng Đức: [ˈtsaɪlɪŋɐ]; sinh ngày 20 tháng 5 năm 1945) là nhà vật lý lượng tử người Áo, người đoạt giải Nobel vật lý năm 2022. Zeilinger là giáo sư vật lý danh dự tại Đại học Vienna và là nhà khoa học cấp cao tại Viện Quang học Lượng tử và Thông tin Lượng tử thuộc Học viện Khoa học Áo. Hầu hết các nghiên cứu của ông liên quan đến các khía cạnh cơ bản và ứng dụng của vướng víu lượng tử.
Năm 2007, Zeilinger đã được trao Huân chương Isaac Newton đầu tiên của  Viện Vật lý, Luân Đôn cho "những đóng góp tiên phong về khái niệm và thực nghiệm của ông cho nền tảng của vật lý lượng tử, đã trở thành nền tảng cho lĩnh vực phát triển nhanh chóng của thông tin lượng tử." Vào tháng 10 năm 2022, ông nhận Giải Nobel Vật lý, cùng với Alain Aspect và John Clauser cho công trình xuất sắc của họ liên quan đến các thí nghiệm với các photon vướng víu, vi phạm Bất đẳng thức Bell và khoa học thông tin lượng tử tiên phong.

## Tiểu sử
Anton Zeilinger sinh năm 1945 tại Ried im Innkreis, Thượng Áo, Áo. Ông học vật lý và toán học tại Đại học Vienna từ năm 1963 đến năm 1971. Ông nhận bằng tiến sĩ triết học từ Đại học Vienna vào năm 1971, với luận án về "Phép đo khử cực neutron trên đơn tinh thể Dy" dưới Helmut Rauch. Ông đủ tiêu chuẩn là một giảng viên đại học (habilitation) tại Đại học Công nghệ Vienna vào năm 1979.